# Cyclope (Battlestar Galactica)
Pour les articles homonymes, voir Cyclope (homonymie).
Apparu dans l'épisode Double Affrontement de la seconde saison, Cyclope (Scar — « Cicatrice » — en version originale) était un bombardier cylon particulièrement vicieux et insaisissable, identifiable par une entaille sur son « visage ». À plusieurs reprises, Cyclope a attiré dans un guet-apens et détruit des patrouilles de Vipers coloniaux pendant des travaux dans une mine sur un astéroïde.
Sharon Valerii informa le Lieutenant Thrace, que les bombardiers étaient capables de « ressusciter » tout comme leurs homologues humanoïdes. Cyclope aurait donc combattu à maintes reprises et aurait donc mis à profit ses nombreuses confrontations avec la flotte coloniale pour acquérir ces remarquables capacités aux combats. Valerii a également suggéré que la récente disparition du vaisseau de la résurrection aurait accru la peur de mourir de Cyclope, faisant de lui un ennemi plus féroce et plus attaché à rester en vie.
Par la suite le bombardier a été traqué par Thrace et Kat. Kat a pu le détruire après que Starbuck l'a attiré dans sa ligne de mire. Comme le vaisseau de la résurrection avait été précédemment détruit, cette mort fut définitive.